# 이고리 프레스냐코프
이고리 프레스냐코프(러시아어: Игорь Пресняков, 1960년 5월 8일 ~ )는 러시아의 기타 연주자로 독특한 곡 커버 능력과 고도의 기교 기타 실력을 보유하고 있다. 2007년, 유튜브를 통해 유명해졌다.

## 앨범
- Iggyfied

### 2010년
- Chunky Strings

### 2011년
- Acoustic Pop Ballads
- Acoustic Rock Ballads Covers